# Otus moheliensis
Otus moheliensis (лат.) — вид птиц семейства совиных, эндемик острова Мвали (Коморские острова).

## Описание
Вид имеет две морфы: рыжая морфа с красновато-коричневым оперением и слабо выраженными тёмными полосами; у коричневой морфы наблюдается более тёмное оперение. У обоих морф жёлто-зелёные глаза и серые ноги. Длина тела 22 сантиметра.

## Среда обитания
Ранее считалось, что этот вид встречается только в густых влажных лесах, которые сохранились на центральной горной вершине и ее верхних склонах. Однако недавно было обнаружено, что этот вид, возможно, встречается вплоть до уровня моря, если есть деревья.

## Статус
Численность оценивается в 280 взрослых особей, и вид классифицируется как «вымирающий».